# Munții Dognecei
Munții Dognecei sunt o grupă muntoasă a Munților Banatului aparținând de lanțul muntos al Carpaților Occidentali. Cel mai înalt pisc este Vârful Culmea Poeții, având 617 m. 

## Așezare
Munții Dognecei sunt situați în vestul României (județul Caraș-Severin), fiind o grupă muntoasă a Munților Banatului (Carpații Occidentali). Sunt delimitați în nord de Culoarul Pogănișului, în est de Culoarul Reșiței, în sud de Valea Carașului și în vest de Dealurile Dognecei.
Principalele puncte de acces sunt orașele Bocșa și Reșița, la care se poate ajunge rutier sau feroviar.

## Geologia și relieful
Zona are preponderent șisturi cristaline și formațiuni sedimentare, precum calcare mezozoice, gresii, marne și microconglomerate. Aceste formațiuni sunt străpunse de roci magmatice, rezultând zone cu banatite (granodiorite, granite, gabrouri etc.).
Munții Dognecei au altitudini de dealuri. Valea Bârzavei îi taie pe direcția est-vest, împărțindu-i astfel în două compartimente: unul nordic și altul sudic. Compartimentul sudic este mai mare și mai înalt, ajungând la 617 m în Vârful Culmea Mare. În aceasta zonă se remarcă valea râului Dognecea, orientată pe direcția nord-sud, care separă o culme vestică și alta estică, cea din urmă ajungând până la Culoarul Reșiței. Compartimentul nordic este mai izolat și mai redus ca altitudine (549 m în Vârful Cula Arenișului), zona fiind cunoscută și ca Munceii Arenișului sau Munții Arenișului.
Zona carstică a Munților Dognecei cuprinde forme de suprafață slab reprezentate (lapiezuri, doline și sectoare de chei – râul Tău) și subterane (17 cavități, printre care peșterile Butoara Urieșilor și Casa Lotrilor, Avenul Dănilă II etc.).

## Clima
Sunt caracterizați de un climat temperat-continental moderat, cu vânturi dinspre sud-vest și vest. Temperatura medie anuală este de 9-10 °C, iar cantitatea medie anuală de precipitații variază între 800 și 1000 mm.

## Hidrografia
Râul Bârzava taie transversal Munții Dognecei. Celelalte râuri (Dognecea, Moravița, Bocșița, Ferendia, Tău etc.) sunt scurte și au ca emisari râurile Bârzava, Pogăniș și Caraș.
Apele anumitor râuri au fost utilizate în trecut în scop industrial, prin construcția unor lacuri de acumulare: Vârtoape și Vârtop (pe Valea Ferendia), Lacul Mare și Lacul Mic (pe Valea Dognecei și pârâul Cauna Mică) și Dănilă pe Valea Moraviței.

## Biodiversitatea și zonele protejate

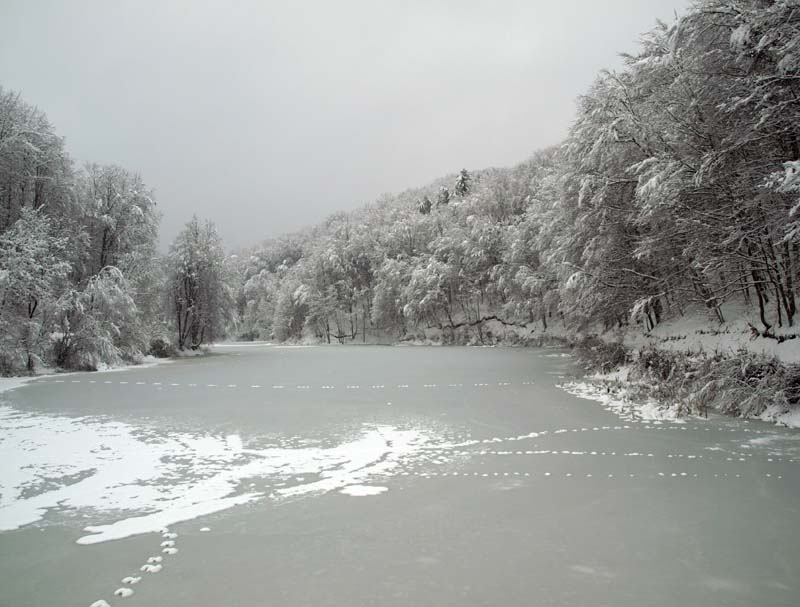
Lacul mic, Munții Dognecei.

Munții Dognecei au suprafețe întinse ocupate de păduri, în care predomină stejarul (Quercus robur), singur sau asociat cu alte foioase: cerul (Quercus cerris) și gârnița (Quercus frainetto) (în sud-vest), fagul (Fagus sylvatica), carpenul (Carpinus betulus), frasinul (Fraxinus excelsior), teiul (Tilia cordata) și alte specii. De asemenea, sunt prezente pajiști.
În zonă sunt prezente specii de pădure: lupul (Canis lupus), veverița (Sciurus vulgaris), jderul de pădure (Martes martes), mistrețul (Sus scrofa), căprioara (Capreolus capreolus), vulpea (Vulpes vulpes) etc.. Dintre speciile de pești menționăm: crap (Cyprinus carpio), clean (Leuciscus cephalus), somnul (Silurus glanis) și carasul (Carassius carassius).
Locul fosilifer de la Valeapai este o rezervație paleontologică ce se întinde pe 2 ha, fiind localizată la nord de satul Valeapai. Protejează fosile de celenterate, lamelibranhiate, gasteropode, corali, moluște ș.a.
Pădurea Dognecea este o fostă rezervație forestieră, întinsă pe cca. 315 ha, ce cuprinde specii de stejar (Quercus), fiind localizată în sudul localității Dognecea. 